# Saturn-Award-Verleihung 1997
Die 23. Saturn-Award-Verleihung fand am 23. Juli 1997 statt. In diesem Jahr wurden erstmals Darstellerpreise für Fernsehserien vergeben. Ebenso wurde die Auszeichnung für die beste Fernsehserie in zwei Kategorien (Network und Syndication/Kabel) aufgeteilt. Erfolgreichste Produktionen mit je drei Auszeichnungen wurden Independence Day, Star Trek: Der erste Kontakt und Scream – Schrei!.

## Nominierungen und Gewinner

### Film
| Kategorie                               | Preisträger                                         | Film                               | Nominierungen |
| --------------------------------------- | --------------------------------------------------- | ---------------------------------- | --- |
| Bester Science-Fiction-Film             |                                                     | Independence Day                   | Flucht aus L.A. DNA – Die Insel des Dr. Moreau Mars Attacks! Mystery Science Theater 3000 Star Trek: Der erste Kontakt |
| Bester Horrorfilm                       |                                                     | Scream – Schrei!                   | Der Hexenclub Curdled – Der Wahnsinn DellaMorte DellAmore The Frighteners Das Relikt |
| Bester Fantasyfilm                      |                                                     | Dragonheart                        | Die Legende von Pinocchio Der Glöckner von Notre Dame James und der Riesenpfirsich Der verrückte Professor Phenomenon – Das Unmögliche wird wahr |
| Bester Action-/Adventure-/Thriller-Film |                                                     | Fargo                              | Bound – Gefesselt Mission: Impossible Kopfgeld – Einer wird bezahlen The Rock – Fels der Entscheidung Twister |
| Beste Regie                             | Roland Emmerich                                     | Independence Day                   | Joel Coen für Fargo Peter Jackson für The Frighteners Tim Burton für Mars Attacks! Wes Craven für Scream – Schrei! Jonathan Frakes für Star Trek: Der erste Kontakt |
| Bestes Drehbuch                         | Kevin Williamson                                    | Scream – Schrei!                   | Andy Wachowski & Larry Wachowski für Bound – Gefesselt Fran Walsh & Peter Jackson für The Frighteners Dean Devlin & Roland Emmerich für Independence Day Jonathan Gems für Mars Attacks! Brannon Braga & Ronald D. Moore für Star Trek: Der erste Kontakt                                                                                              |
| Beste Spezialeffekte                    | Volker Engel Clay Pinney Douglas Smith Joe Viskocil | Independence Day                   | Scott Squires, Phil Tippett, James Straus & Kit West für Dragonheart Wes Takahashi, Charlie McClellan & Richard Taylor für The Frighteners Jim Mitchell, Michael L. Fink, David Andrews & Michael Lantieri für Mars Attacks! John Knoll für Star Trek: Der erste Kontakt Stefen Fangmeier, John Frazier, Habib Zargarpour & Henry LaBounta für Twister |
| Beste Musik                             | Danny Elfman                                        | Mars Attacks!                      | Randy Edelman für Dragonheart Danny Elfman für The Frighteners David Arnold für Independence Day Nick Glennie-Smith, Hans Zimmer & Harry Gregson-Williams für The Rock – Fels der Entscheidung Jerry Goldsmith für Star Trek: Der erste Kontakt |
| Bestes Kostüm                           | Deborah Everton                                     | Star Trek: Der erste Kontakt       | Thomas Casterline & Anna B. Sheppard für Dragonheart Robin Michel Bush für Flucht aus L.A. Joseph A. Porro für Independence Day Colleen Atwood für Mars Attacks! Kym Barrett für William Shakespeares Romeo + Julia |
| Bestes Make-Up                          | Rick Baker David LeRoy Anderson                     | Der verrückte Professor            | Rick Baker & Richard Taylor für The Frighteners Stan Winston & Shane Mahan für DNA – Die Insel des Dr. Moreau Jenny Shircore & Peter Owen für Mary Reilly Michael Westmore, Scott Wheeler & Jake Garber für Star Trek: Der erste Kontakt Greg Cannom für Thinner – Der Fluch                                                                           |
| Bester Hauptdarsteller                  | Eddie Murphy                                        | Der verrückte Professor            | Michael J. Fox für The Frighteners Jeff Goldblum für Independence Day Will Smith für Independence Day Patrick Stewart für Star Trek: Der erste Kontakt Bill Paxton für Twister |
| Beste Hauptdarstellerin                 | Neve Campbell                                       | Scream – Schrei!                   | Gina Gershon für Bound – Gefesselt Frances McDormand für Fargo Geena Davis für Tödliche Weihnachten Penelope Ann Miller für Das Relikt Helen Hunt für Twister |
| Bester Nebendarsteller                  | Brent Spiner                                        | Star Trek: Der erste Kontakt       | Joe Pantoliano für Bound – Gefesselt Brent Spiner für Independence Day Edward Norton für Zwielicht Skeet Ulrich für Scream – Schrei! Jeffrey Combs für The Frighteners |
| Beste Nebendarstellerin                 | Alice Krige                                         | Star Trek: Der erste Kontakt       | Glenn Close für 101 Dalmatiner Jennifer Tilly für Bound – Gefesselt Fairuza Balk für Der Hexenclub Vivica A. Fox für Independence Day Drew Barrymore für Scream – Schrei! |
| Bester Nachwuchsschauspieler            | Lucas Black                                         | Sling Blade – Auf Messers Schneide | Jonathan Taylor Thomas für Die Legende von Pinocchio James Duval für Independence Day Lukas Haas für Mars Attacks! Mara Wilson für Matilda Kevin Bishop für Muppets – Die Schatzinsel |

### Fernsehen
| Kategorie                             | Preisträger      | Film                                    | Nominierungen |
| ------------------------------------- | ---------------- | --------------------------------------- | --- |
| Beste Fernsehpräsentation             |                  | Doctor Who – Der Film                   | Alien Nation – Der Feind ist unter uns Beast – Schrecken der Tiefe Das Gespenst von Canterville Gullivers Reisen Lotterie des Schreckens |
| Beste Network-Fernsehserie            |                  | Akte X – Die unheimlichen Fälle des FBI | Dark Skies – Tödliche Bedrohung Allein gegen die Zukunft Millennium – Fürchte deinen Nächsten wie Dich selbst Sliders – Das Tor in eine fremde Dimension Die Simpsons                                                                                                |
| Beste Syndication-/Kabel-Fernsehserie |                  | Outer Limits – Die unbekannte Dimension | Robin Hood Babylon 5 Highlander Poltergeist – Die unheimliche Macht Star Trek: Deep Space Nine |
| Bester TV-Hauptdarsteller             | Kyle Chandler    | Allein gegen die Zukunft                | Avery Brooks für Star Trek: Deep Space Nine Eric Close für Dark Skies – Tödliche Bedrohung David Duchovny für Akte X – Die unheimlichen Fälle des FBI Lance Henriksen für Millennium – Fürchte deinen Nächsten wie Dich selbst Paul McGann für Doctor Who – Der Film |
| Beste TV-Hauptdarstellerin            | Gillian Anderson | Akte X – Die unheimlichen Fälle des FBI | Claudia Christian für Babylon 5 Melissa Joan Hart für Sabrina – Total Verhext! Lucy Lawless für Xena – Die Kriegerprinzessin Helen Shaver für Poltergeist – Die unheimliche Macht Megan Ward für Dark Skies – Tödliche Bedrohung                                     |

### Homevideo
| Kategorie                   | Preisträger | Film                      | Nominierungen                                                                                              |
| --------------------------- | ----------- | ------------------------- | --- |
| Beste Videoveröffentlichung |             | The Arrival – Die Ankunft | Die Maschine Necronomicon Pinocchio – Puppe des Todes Tremors 2 – Die Rückkehr der Raketenwürmer Spacegate |

### Ehrenpreise
| Kategorie                 | Preisträger                                              | Film | Nominierungen |
| ------------------------- | -------------------------------------------------------- | ---- | ------------- |
| Special Award             | Krieg der Sterne (zum 20. Geburtstag)                    |      |               |
| George Pal Memorial Award | Kathleen Kennedy                                         |      |               |
| Lebenswerk                | Dino De Laurentiis John Frankenheimer Sylvester Stallone |      |               |
| President’s Award         | Billy Bob Thornton                                       |      |               |
| Service Award             | Edward Russell                                           |      |               |